# 안종삼
안종삼(1903년 2월 22일~1977년 11월 1일)은 한국 전쟁 당시 상부의 명령을 거부하고 보도연맹원 480명을 사살하지 않고 풀어준 구례경찰서 서장으로 이후 총경으로 승진하였고, 지리산지구 경찰전투사령부 정보참모로 근무하였다. 안총경은 이후 경찰을 떠나 1956년 전남도의원에 당선되었고, 1977년에 사망하였다. 구례경찰서는 안종삼 총경을 기리는 기념사업추진단을 구성하였고, 2012년 7월 24일 경찰서 마당에 그의 동상을 세워졌다.

## 같이 보기
- 보도연맹 사건

본관은 죽산이다.